# Живерни
Живерни́ (фр. Giverny) — коммуна во Франции в департаменте Эр в регионе Нормандия. Прославилась благодаря нахождению здесь сада, дома и могилы Клода Моне.

## Название
В 1025 году деревня упомянута под латинизированным названием Giverniacum. Оно происходит от галло-романского *GABRINIACU, образованного с помощью суффикса *-ACU, восходящего к кельтскому *-āko.
По предположению Франсуа де Борпэра, название происходит от позднелатинского незафиксированного источниками личного имени *Gabrinius, от которого произошло также название коммуны Живрен (фр. Givraines) в департаменте Луаре. Наличие начального звука [ʒ] вместо норманно-пикардского [g] объясняется расположением поселения к югу от линии Жоре.
Французский лингвист Ксавье Деламар, однако, упоминает галльское или галло-романское имя Gabrinus, образованное от галльского gabros, gabra — «коза» (ср. др.-ирл. gabor «козёл», валл. gafr «коза», др.-брет. gabr «коза»). Корень gabro- встречается в названиях Жеври, Живри, Жьевр, Габриак и др. Эквивалентный корень, основанный на латинском названии козы, caper, дал имя деревням Шеверни, Шевреньи и т. д.

## История
Территория Живерни обитаема ещё со времён неолита, о чём свидетельствуют данные археологии. Поселение существовало и во времена римлян.
Во время правления Меровингов был основан приход во главе с церковью святой Радегунды. В 863 году король Карл II Лысый признал Живерни владением монахов из аббатства Сен-Дени-ле-Ферман. В XI веке ленное владение Живерни вместе с церковью возвратились под контроль аббатства Сент-Уан в Руане. В Средние века в Живерни сменился ряд сеньоров, но все они оставались вассалами настоятеля Сент-Уана.
В городке было множество монастырей. Дом, располагавшийся рядом с одним из них, назывался «монастырь» (старофр. Le Moûtier), а название другого имения, La Dîme, произошло от слова «десятина» (фр. dîme), так как вплоть до Революции оно служило местом сбора этого налога в пользу аббатства.
Имелся также лепрозорий.
Во время Революции землями Живерни владела семья ле Лорье. Г-н ле Лорье стал в 1791 году первым мэром деревни.
В 1883 году в деревне поселился художник Клод Моне, а также несколько других художников, в том числе американских: у некоторых из них завязалась дружба с Моне. Силами художника был организован существующий до сих пор сад вокруг пруда, оставаясь неизменным местом паломничества туристов и поклонников его творчества. И окружающие виды Живерни, и парк стали источником вдохновения художника на четверть века.
В 1996 году Живерни посетила Хиллари Клинтон, в то время первая леди США, а в 2007 году — японский император Акихито.

## Демография
| 1793 | 1800 | 1806 | 1821 | 1831 | 1836 | 1841 | 1846 | 1851 | 1856 | 1861 | 1866 | 1872 | 1876 | 1881 | 1886 | 1891 | 1896 |
| ---- | ---- | ---- | ---- | ---- | ---- | ---- | ---- | ---- | ---- | ---- | ---- | ---- | ---- | ---- | ---- | ---- | ---- |
| 422  | 430  | 327  | 407  | 396  | 417  | 406  | 378  | 348  | 334  | 354  | 340  | 328  | 306  | 279  | 277  | 305  | 291  |

| 1901 | 1906 | 1911 | 1921 | 1926 | 1931 | 1936 | 1946 | 1954 | 1962 | 1968 | 1975 | 1982 | 1990 | 1999 | 2006 | 2008 | 2009 | 2014 |
| ---- | ---- | ---- | ---- | ---- | ---- | ---- | ---- | ---- | ---- | ---- | ---- | ---- | ---- | ---- | ---- | ---- | ---- | ---- |
| 250  | 313  | 273  | 243  | 309  | 298  | 276  | 304  | 372  | 363  | 386  | 509  | 502  | 548  | 524  | 508  | 502  | 500  | 514  |

## Моне в Живерни

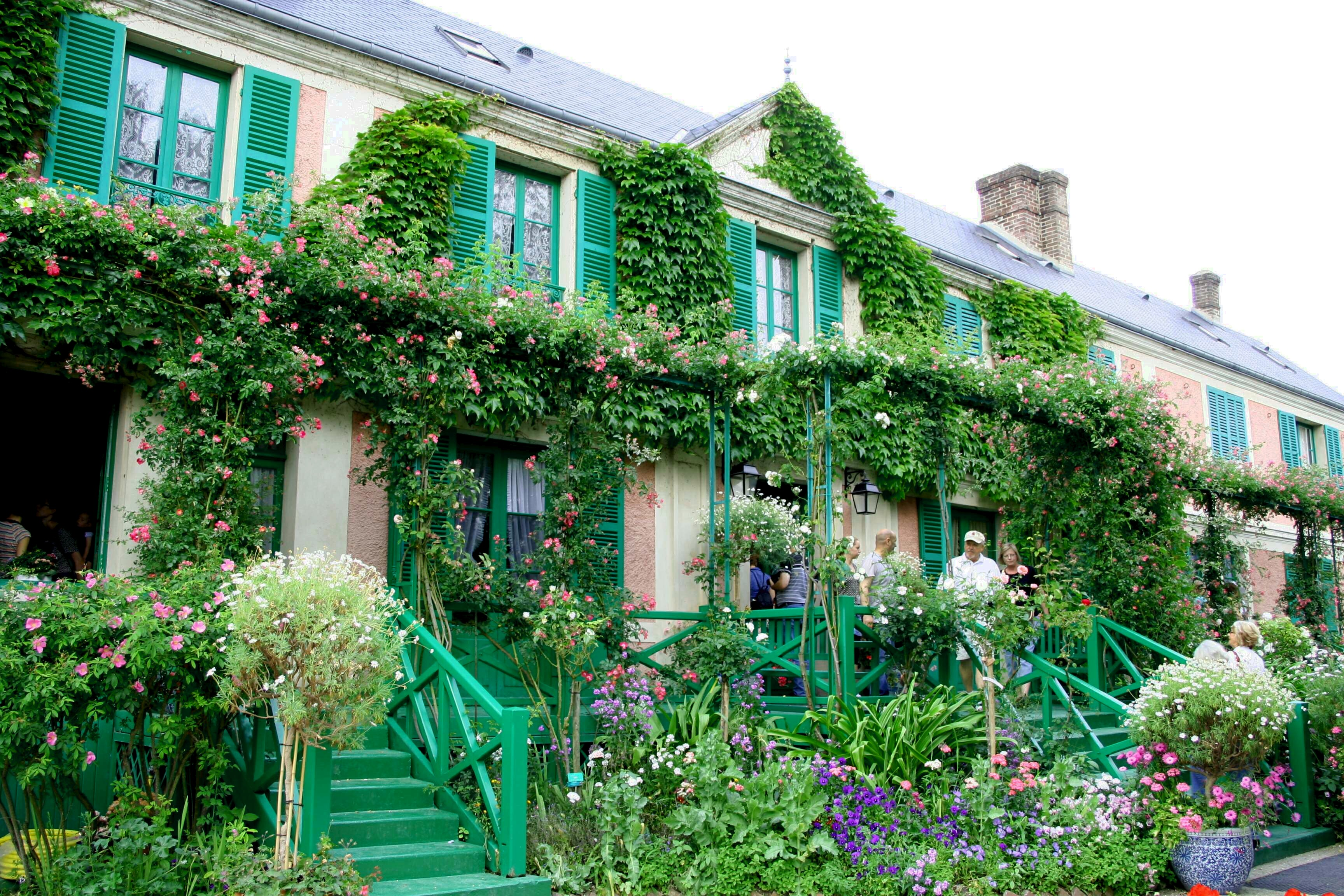
Дом Моне, вид из сада

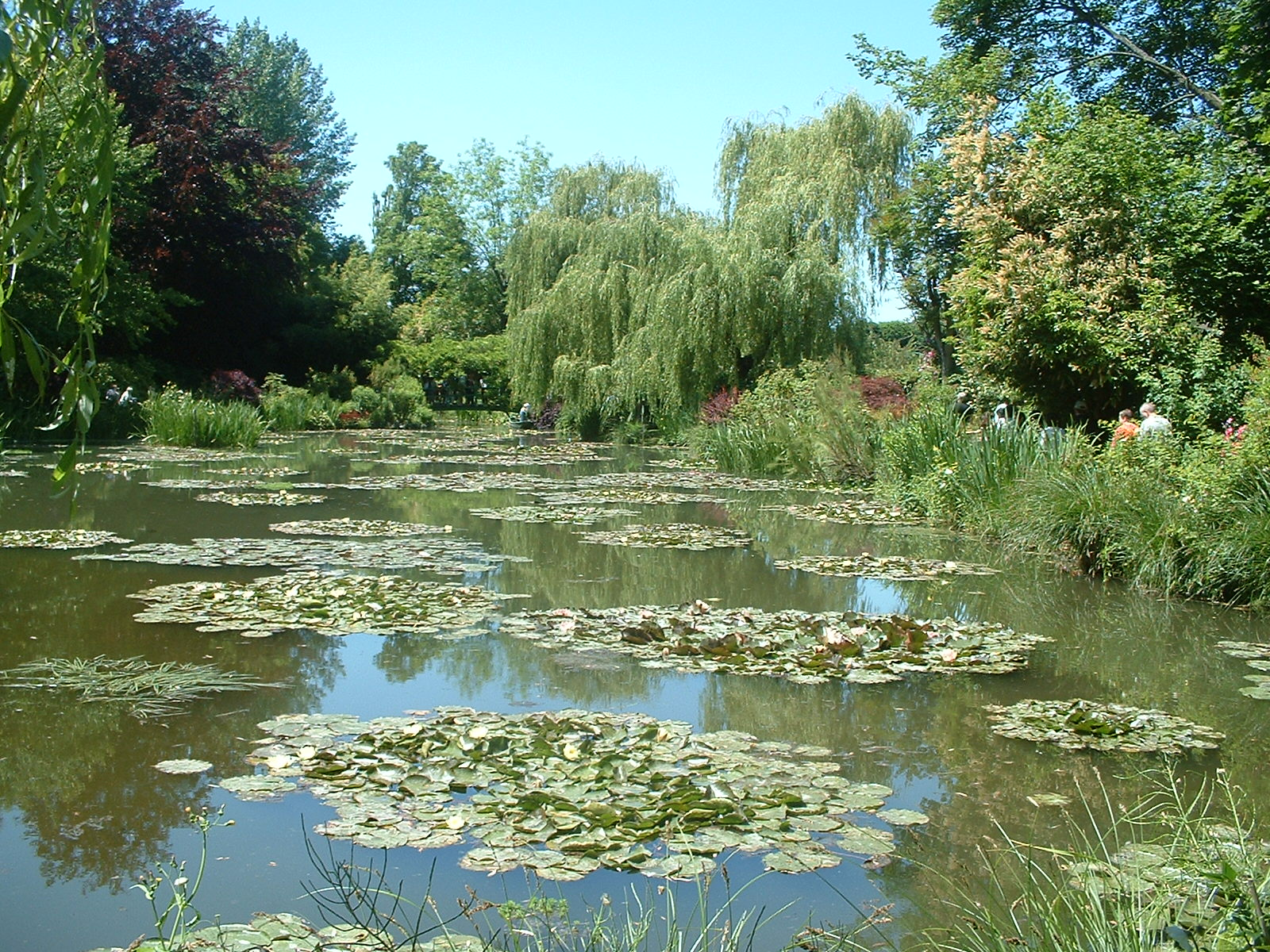
Пруд с лилиями

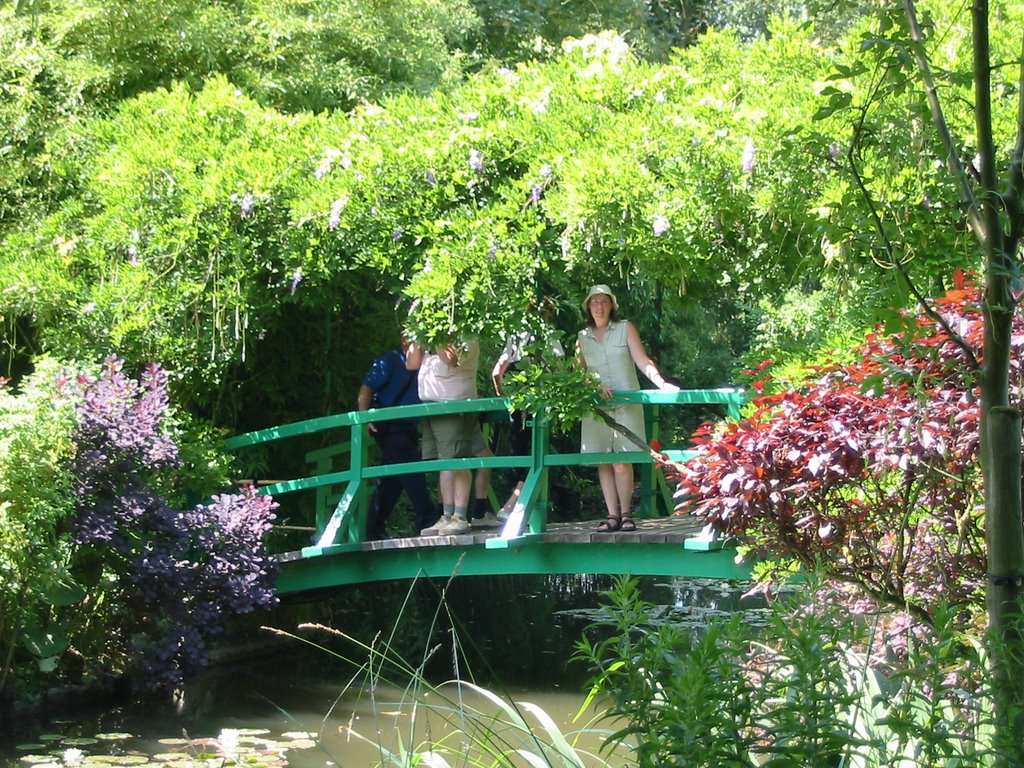
Японский мостик у пруда

Клод Моне жил в Живерни с 1883 года до своей смерти в 1926 году. Он обратил внимание на Живерни, проезжая мимо деревни на поезде, а вскоре решил туда переехать и снял дом с участком земли, который выкупил полностью в 1890 году. Возле своего дома с его знаменитым розовым кирпичным фасадом он разбил прекрасный сад с арками из вьющихся растений, цветниками из глициний и азалий, прудом с водяными лилиями и мостиками в японском стиле. В саду Моне нарисовал многие свои картины из серии «Кувшинки».
Позднее Моне купил участок болотистой земли рядом со своим домом, где протекал небольшой ручей. Здесь художник создал пруд: в водоеме были высажены нимфеи разных сортов, по берегам — плакучие ивы, бамбук, ирисы, рододендроны и розы. Навещавшие Моне друзья-импрессионисты — Матисс, Сезанн, Ренуар, Писсарро — знали о его увлечении садом и привозили ему редкие растения. Клод Моне постоянно черпал вдохновение в своем саду. Художник писал: «…ко мне пришло откровение моего сказочного, чудесного пруда. Я взял палитру, и с того самого времени у меня уже почти не было никогда другой модели». Моне сначала создавал картины в натуре, а после переносил их на свои полотна. Так рождались его шедевры в стиле импрессионизма. Здесь живописцем было создано более сотни полотен. Художник и многие члены его семьи похоронены на местном кладбище.
В 1966 году сын художника Мишель Моне завещал усадьбу и сад вокруг неё государству. В здании был открыт музей Клода Моне. В Живерни специально приезжают ландшафтные дизайнеры со всего мира.

## События
- Международная выставка пастели (ART du PASTEL en FRANCE), проводится ежегодно в конце мая — начале июня.
- Фестиваль камерной музыки, проводится с 2004 года в конце августа — начале сентября.
- Музыкальный фестиваль авторов-исполнителей (в сентябре).
- «Нормандия и мир» (фр. La Normandie et le Monde), международный кинофестиваль, проводится в начале июля в Музее импрессионизма[фр.].

## Галерея

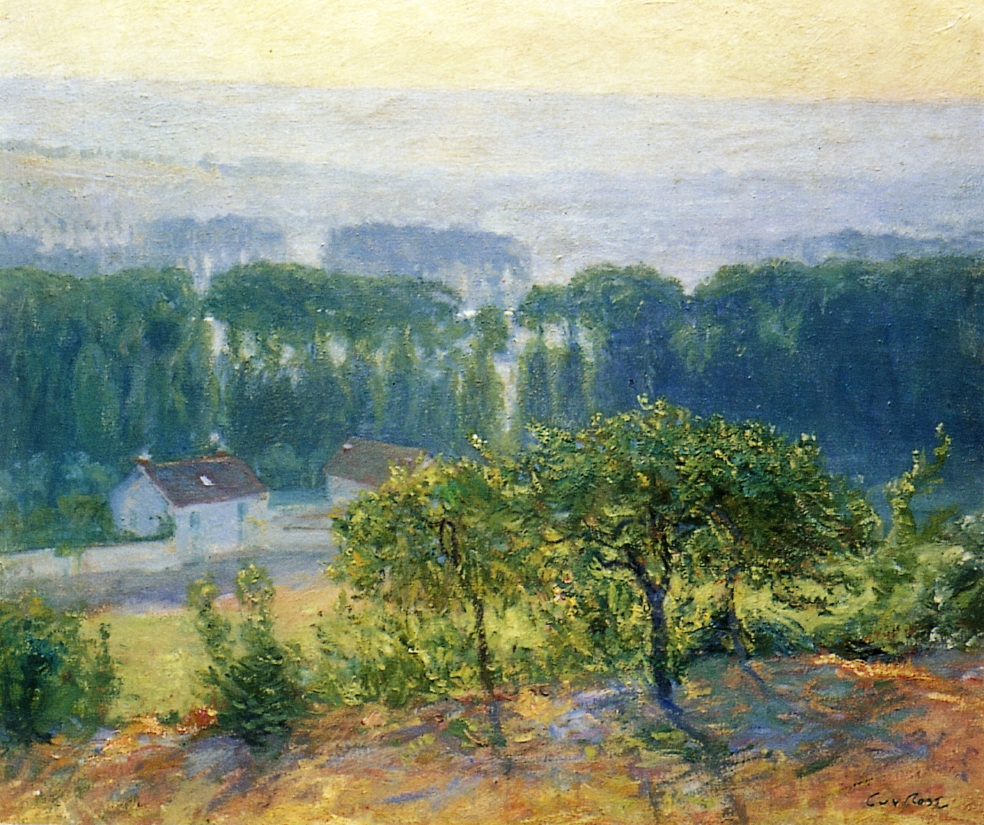
«Наступление вечера, Живерни». Ги Роуз, 1910. Музей искусств Сан-Диего
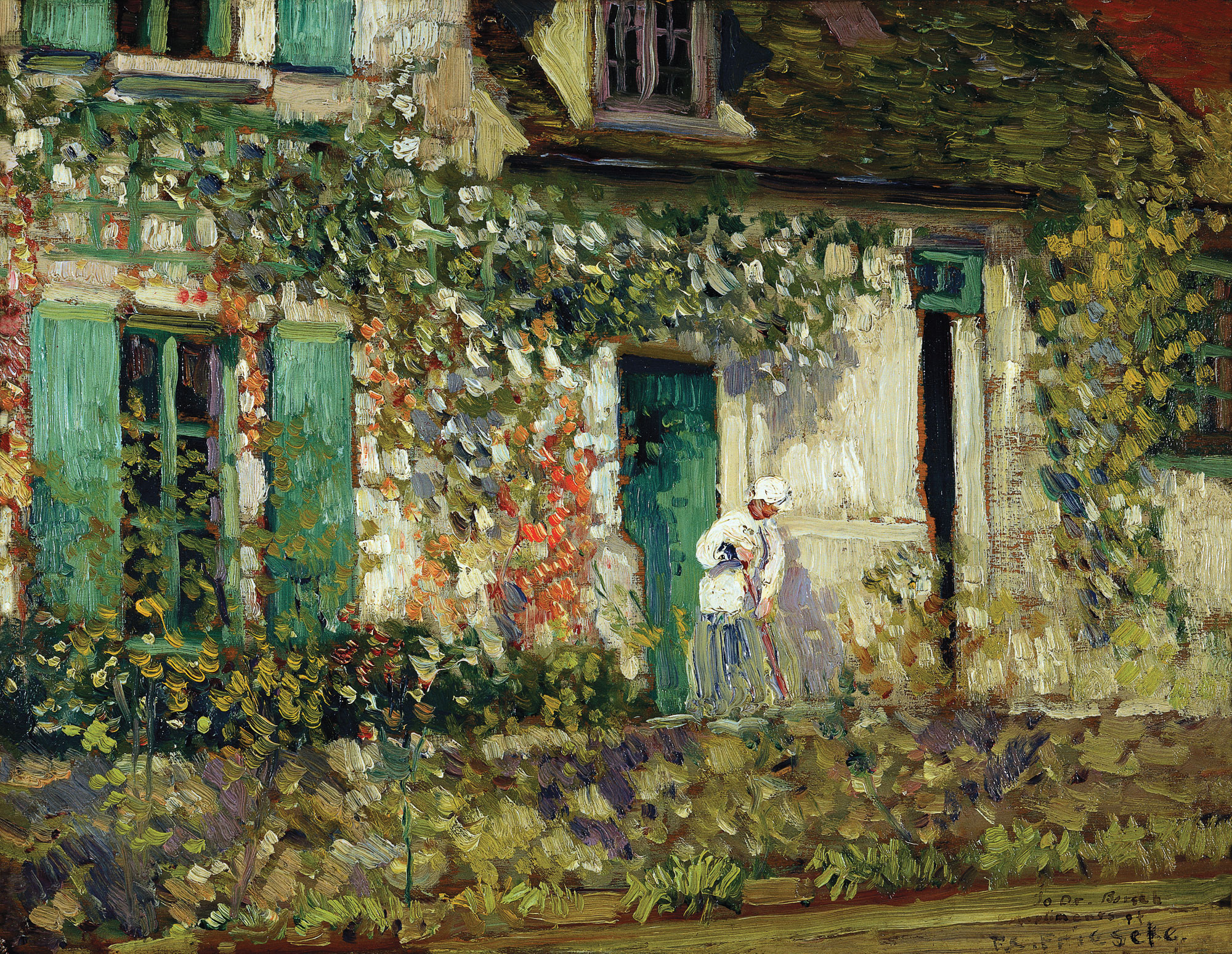
«Дом в Живерни». Фредерик Карл Фризеке, 1912. Музей Тиссена-Борнемисы, Мадрид
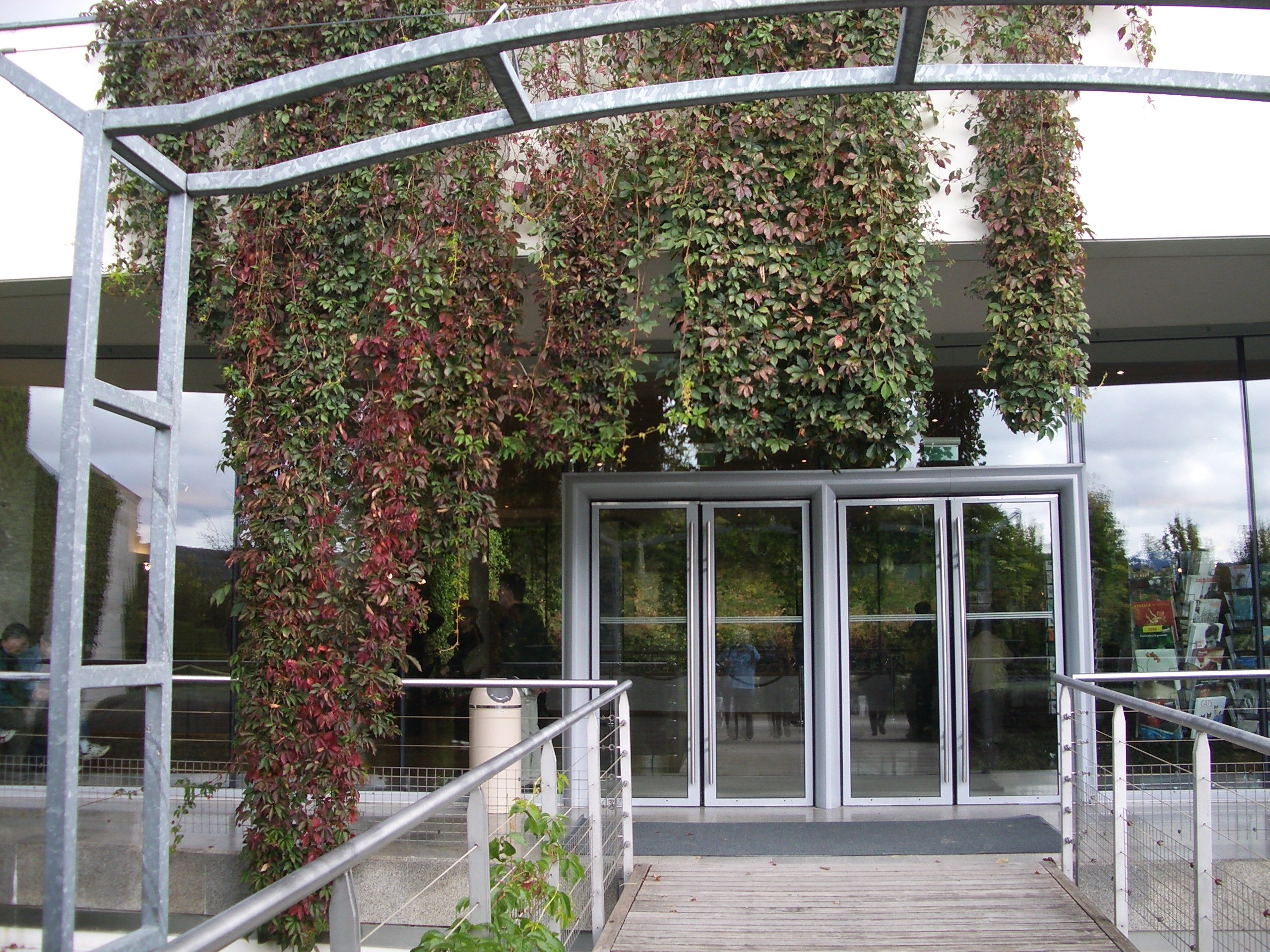
Вход в Музей импрессионизма
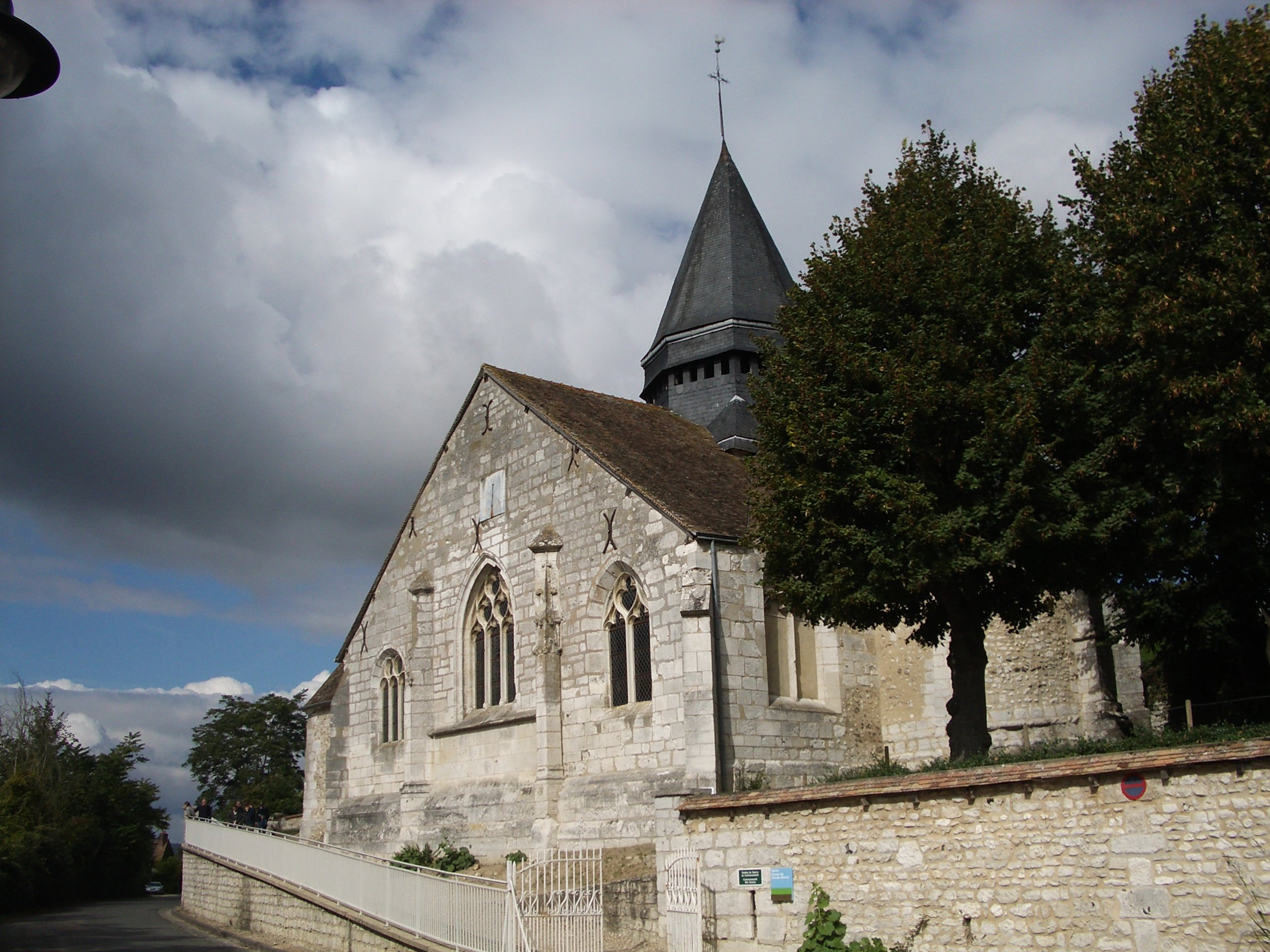
Церковь святой Радегунды